# Christophe Ballard
Christophe Ballard   (París, 12 d'abril de 1641 - París, 28 de maig de 1715) va ser un llibreter, editor i impressor de música de París, descendent de la nissaga d'editors que va començar amb Adrià Le Roy i Robert Ballard a mitjan segle xvi.
Va editar quasi tots els grans compositors francesos de la seva època: les tragèdies líriques Lully, les òperes de Campra, Destouches, Desmarets, Couperin, Rameau, Collasse, Dandrieu, Marais, Marc-Antoine Charpentier, Hotteterre, Michel-Richard de Lalande, Nicolas Lebègue i Montéclair a més d'un sèrie de cançons de taverna. També va publicar uns reculls de cançons italianes Recueils des meilleurs airs italiens entre 1699 i 1708.